# Оренбургская коза
Оренбу́ргская коза — выведена в XIX в. в результате отбора лучших пород коз с целью получения длинного, мягкого, тонкого пуха. С ней связан традиционный и известный по всей России и за её пределами народный промысел — производство оренбургских пуховых платков.
На её формирование оказали влияние особые природные условия: сильные ветры, крепкие морозы и жаркое засушливое лето, связанные с резко континентальным климатом Оренбургского Края. От других коз она отличается продуктивностью, а самое главное —  мягким, тонким (14-17 мкм) и коротким (5-7 см) пухом. Кроме этого, оренбургские козы крупнее других пуховых коз, они имеют крепкую конституцию, хорошо развитый костяк, однотонную шерсть. Живая масса оренбургских коз при осеннем взвешивании в среднем составляет 44—45 кг, козлов — 70—75 кг. С каждого животного начёсывают по 250—380 г ценного пуха и настригают до 350 г грубой шерсти. Начёс и качество пуха зависят от возраста коз. Продуктивность повышается до 3—4-летнего возраста, а после 7 лет снижается. Начёс пуха — признак довольно изменчивый и зависит от кормления, содержания и сроков чески. Что касается молочной продуктивности оренбургских коз — то она относительно мала и составляет от 85 до 110 л. Разводят их в основном в Оренбургской, Челябинской областях и республике Татарстан. Поголовье коз в 1992 г. составило 184,6 тыс. голов. С тех пор поголовье значительно снизилось, что привело к удорожанию оренбургских коз и их пуха.